# Pseudolarentia monotecta
Pseudolarentia monotecta är en fjärilsart som beskrevs av Fawcett 1918. Pseudolarentia monotecta ingår i släktet Pseudolarentia och familjen mätare. Inga underarter finns listade.